# Conasprella
Conasprella ist der Name einer Gattung von Schnecken aus der Familie der Kegelschnecken, deren rund 150 Arten in warmen Gewässern des westlichen Atlantischen Ozeans und Karibischen Meers sowie im Indopazifik verbreitet sind und die sich von Vielborstern ernähren.

## Merkmale
Die Kegelschnecken der Gattung Conasprella haben einen mehrgewindigen Protoconch mit zweieinhalb Umgängen. Das Schneckenhaus ist kegelförmig, das kegelförmige Gewinde erhaben, und die frühen Umgänge tragen an der Peripherie Knötchen. Der Körperumgang ist in regelmäßigen Abständen mit Schnüren oder Furchen überzogen, die sich von der Mitte bis zur Schulter erstrecken, und auch oben auf den Umgängen des Gewindes können Schnüre verlaufen. Es gibt keine Siphonalkerbe, und die Analkerbe ist tief. Das Periostracum ist glatt, das Operculum klein.
Die mit einer Giftdrüse verbundenen Radulazähne haben eine kurze Schneide, die ein Drittel des Vorderteils des Zahns einnimmt. Es gibt keine hintere Schneide, doch gibt es an der Basis einen Sporn, und der Widerhaken ist kurz. Eine Falte am Schaft und eine innere, hintere Falte sind vorhanden, wenn auch die Falte am Schaft nur schwer zu erkennen ist.

## Verbreitung und Lebensraum
Die Kegelschnecken der Gattung Conasprella sind in tropischen Gewässern sämtlicher Weltmeere ohne den Ostatlantik, also sowohl im Indopazifik mit dem Indischen Ozean und dem westlichen Pazifischen Ozean wie im östlichen Pazifischen Ozean als auch im westlichen Atlantischen Ozean mit dem Karibischen Meer verbreitet.

## Ernährung
Aus der Form der Giftzähne an der Radula im Vergleich zu anderen Kegelschnecken beziehungsweise Pfeilzünglern, bei denen diese Zähne dem Stechen und Vergiften der Beutetiere dienen, wird geschlossen, dass sämtliche bekannten Arten der Gattung Conasprella generell Vielborster (Polychaeta) erbeuten. Dokumentiert für zwei karibische Arten ist, dass Conasprella jaspidea große Feuerborstenwürmer frisst und dass sich Conasprella puncticulata von kleinen Vielborstern ernährt. In den Mägen des Centurionen-Kegels (Conasprella centurio) wurden dagegen Reste sowohl von Eichelwürmern als auch von Schnecken gefunden.

## Arten
Zur Gattung Conasprella werden folgende 149 Arten gezählt:
- Conasprella aculeiformis (Reeve, 1844)
- Conasprella ageri Hendricks, 2015
- Conasprella alexandremonteiroi (Cossignani, 2014)
- Conasprella alisi (Moolenbeek, Röckel & Richard, 1995)
- Conasprella allamandi (Petuch, 2013)
- Conasprella anaglyptica (Crosse, 1865) (Karibik: Antillen)
- Conasprella aphrodite (Petuch, 1979)
- Conasprella aquitanica (Mayer, 1858)
- Conasprella arawak (Petuch & R. F. Myers, 2014)
- Conasprella arcuata (Broderip & G. B. Sowerby I, 1829)
- Conasprella armiger (Crosse, 1858)
- Conasprella articulata (G. B. Sowerby II, 1873)
- Conasprella aturensis (Peyrot, 1931)
- Conasprella baccata (G. B. Sowerby III, 1877)
- Conasprella baileyi (Röckel & da Motta, 1979)
- Conasprella bajanensis (Nowell-Usticke, 1968) (Westatlantik, Karibik)
- Conasprella berschaueri (Petuch & R. F. Myers, 2014)
- Conasprella berwerthi (Hoernes & Auinger, 1879)
- Conasprella bianchii (Petuch & Berschauer, 2018)
- Conasprella boholensis (Petuch, 1979)
- Conasprella booti (Petuch, Berschauer & Poremski, 2017)
- Conasprella boriqua (Petuch, Berschauer & Poremski, 2016)
- Conasprella boucheti (Richard, 1983) (Neukaledonien)
- Conasprella bozzettii (Lauer, 1991)
- Conasprella burckhardti (Böse, 1906)
- Conasprella carvalhoi (Petuch & Berschauer, 2017)
- Conasprella centurio (Born, 1778)
- Conasprella cercadensis (Maury, 1917)
- Conasprella chaac (Petuch, Berschauer & Poremski, 2017)
- Conasprella chinchorroensis (Petuch, Berschauer & Poremski, 2017)
- Conasprella coletteae (Petuch, 2013)
- Conasprella comatosa (Pilsbry, 1904)
- Conasprella coriolisi (Moolenbeek & Richard, 1995) (Neukaledonien, Vanuatu, Korallenmeer)
- Conasprella coromandelica (E. A. Smith, 1894) (Indischer Ozean)
- Conasprella crabosi (Petuch & Berschauer, 2018)
- Conasprella culebrana (Petuch, Berschauer & Poremski, 2016)
- Conasprella damasoi (Cossignani, 2007) (Westatlantik: Brasilien)
- Conasprella damasomonteiroi (Petuch & Myers, 2014)
- Conasprella delessertii (Récluz, 1843) (Westatlantik, Golf von Mexiko)
- Conasprella dictator (Melvill, 1898) (Indischer Ozean)
- Conasprella dieteri (Moolenbeek, Zandbergen & Bouchet, 2008) (Marquesas)
- Conasprella edpetuchi (Monnier, Limpalaër, Roux & Berschauer, 2015)
- Conasprella elegans (G. B. Sowerby III, 1895)
- Conasprella elokismenos (Kilburn, 1975)
- Conasprella emarginata (Reeve, 1844) (Ostpazifik: Mexiko bis Peru)
- Conasprella ericmonnieri (Petuch & R. F. Myers, 2014)
- Conasprella eucoronata (G. B. Sowerby III, 1903) (Indischer Ozean)
- Conasprella eugrammata (Bartsch & Rehder, 1943) (Westpazifik)
- Conasprella fenzani (Petuch & Sargent, 2011)
- Conasprella ferreirai (Petuch & Berschauer, 2017)
- Conasprella fijiensis (Moolenbeek, Röckel & Bouchet, 2008)
- Conasprella fluviamaris (Petuch & Sargent, 2011)
- Conasprella gordyi (Röckel & Bondarev, 2000) (Indischer Ozean: Maskarenen)
- Conasprella grohi (Tenorio & Poppe, 2004)
- Conasprella gubernatrix (Petuch & Berschauer, 2018)
- Conasprella guidopoppei (G. Raybaudi Massilia, 2005) (Philippinen: Palawan)
- Conasprella henckesi (Coltro, 2004)
- Conasprella henriquei (Petuch & R. F. Myers, 2014) (Karibik)
- Conasprella herndli (Petuch & R. F. Myers, 2014)
- Conasprella hivana (Moolenbeek, Zandbergen & Bouchet, 2008)
- Conasprella hopwoodi (Tomlin, 1937)
- Conasprella howelli (Iredale, 1929) (Westpazifik: Neuseeland bis Neukaledonien)
- Conasprella iansa (Petuch, 1979) (Westatlantik: Brasilien)
- Conasprella icapui (Petuch & Berschauer, 2018)
- Conasprella ichinoseana (Kuroda, 1956)
- Conasprella imitator (A. P. Brown & Pilsbry, 1911)
- Conasprella insculpta (Kiener, 1847)
- Conasprella ione (Fulton, 1938)
- Conasprella itapua (Petuch & Berschauer, 2018)
- Conasprella ixchel (Petuch, Berschauer & Poremski, 2017)
- Conasprella janapatriceae (Petuch, Berschauer & Poremski, 2016)
- Conasprella janowskyae (J. K. Tucker & Tenorio, 2011)
- Conasprella jaspidea (Gmelin, 1791) (Westatlantik: Florida bis Rio de Janeiro)
- Conasprella joanae (Petuch & Berschauer, 2018)
- Conasprella joliveti (Moolenbeek, Röckel & Bouchet, 2008)
- Conasprella josei (Petuch & Berschauer, 2016)
- Conasprella kantangana (da Motta, 1982)
- Conasprella kellyae (Petuch, Berschauer & Poremski, 2017)
- Conasprella keppensi (Petuch & Berschauer, 2018)
- Conasprella kimioi (Habe, 1965) (Westpazifik)
- Conasprella kitteredgei (Maury, 1917)
- Conasprella kohni (McLean & Nybakken, 1979)
- Conasprella lemuriana Monnier, Tenorio, Bouchet & Puillandre, 2018
- Conasprella lenhilli (Cargile, 1998)
- Conasprella lentiginosa (Reeve, 1844)
- Conasprella levenensis (Monnier & Tenorio, 2017)
- Conasprella lindapowersae (Petuch & Berschauer, 2017)
- Conasprella lizarum (Raybaudi Massilia & da Motta, 1992) (Indischer Ozean: Somalia)
- Conasprella longurionis (Kiener, 1847) (Indopazifik)
- Conasprella lorenzi Monnier & Limpalaër, 2012 (Karibik)
- Conasprella lucida (W. Wood, 1828) (Ostpazifik: Mexiko bis Peru)
- Conasprella lusca (Petuch, Berschauer & Poremski, 2017)
- Conasprella mahogani (Reeve, 1843) (Ostpazifik: Mexiko bis Peru)
- Conasprella marcusi (Petuch, Berschauer & Poremski, 2016)
- Conasprella marinae (Petuch & Myers, 2014)
- Conasprella masinoi (Petuch, Berschauer & Poremski, 2016)
- Conasprella mazei (Deshayes, 1874) (Karibik, Golf von Mexiko)
- Conasprella mcgintyi (Pilsbry, 1955) (Westatlantik: Florida bis Brasilien)
- Conasprella memiae (Habe & Kosuge, 1970)
- Conasprella mindana (Hwass in Bruguière, 1792) (Westatlantik, Karibik)
- Conasprella minutissima Harzhauser & Landau, 2016
- Conasprella nereis (Petuch, 1979)
- Conasprella ogum (Petuch & R. F. Myers, 2014)
- Conasprella orbignyi (Audouin, 1831)
- Conasprella otohimeae (Kuroda & Itô, 1961)
- Conasprella pacei (Petuch, 1987)
- Conasprella pagoda (Kiener, 1847) (Westpazifik)
- Conasprella paumotu (Rabiller & Richard, 2014)
- Conasprella pepeiu (Moolenbeek, Zandbergen & Bouchet, 2008) (Marquesas)
- Conasprella perplexa (G. B. Sowerby II, 1857) (Ostpazifik: Mexiko bis Peru)
- Conasprella pfluegeri (Petuch, 2003)
- Conasprella pomponeti (Petuch & Myers, 2014)
- Conasprella poremskii (Petuch & R. F. Myers, 2014)
- Conasprella pseudokimioi (da Motta & Martin, 1982)
- Conasprella pseudorbignyi (Röckel & Lan, 1981)
- Conasprella puncticulata (Hwass in Bruguière, 1792) (Westatlantik, Karibik)
- Conasprella pusio (Hwass in Bruguière, 1792) (Westatlantik, Karibik)
- Conasprella rachelae (Petuch, 1988) (Karibik: Venezuela)
- Conasprella rainesae (McGinty, 1953)
- Conasprella ramalhoi (Coomans, Moolenbeek & Wils, 1986)
- Conasprella raoulensis (Powell, 1958) (Neuseeland)
- Conasprella roatanensis (Petuch & Sargent, 2011) (Karibik)
- Conasprella roberti (Richard, 2009)
- Conasprella rutila (Menke, 1843) (Australien)
- Conasprella saecularis (Melvill, 1898) (Indopazifik)
- Conasprella sargenti (Petuch, 2013)
- Conasprella sauros (Garcia, 2006)
- Conasprella scaripha (Dall, 1910) (Kokosinseln)
- Conasprella sieboldii (Reeve, 1848) (Japan, Taiwan)
- Conasprella simonei (Petuch & R. F. Myers, 2014)
- Conasprella somalica (Bozzetti, 2013)
- Conasprella spirofilis (Habe & Kosuge, 1970) (Westpazifik: Philippinen, Japan)
- Conasprella stearnsii (Conrad, 1869) (Karibik, Golf von Mexiko)
- Conasprella stenostoma (G. B. Sowerby I, 1850) (Neogen, Dominikanische Republik)
- Conasprella stocki (Coomans & Moolenbeek, 1990)
- Conasprella subturrita (d’Orbigny, 1852)
- Conasprella tayrona (Petuch, Berschauer & Poremski, 2017)
- Conasprella tiki (Moolenbeek, Zandbergen & Bouchet, 2008)
- Conasprella tirardi (Röckel & Moolenbeek, 1996)
- Conasprella torensis (Sturany, 1903)
- Conasprella tornata (G. B. Sowerby I, 1833) (Ostpazifik: Mexiko bis Peru)
- Conasprella traceyi (J. K. Tucker & Stahlschmidt, 2010)
- Conasprella traversiana (E. A. Smith, 1875)
- Conasprella vanhyningi (Rehder, 1944)
- Conasprella vantwoudti (Petuch, Berschauer & Poremski, 2015)
- Conasprella viminea (Reeve, 1849) (Indischer Ozean, Rotes Meer)
- Conasprella wakayamaensis (Kuroda, 1956)
- Conasprella wendrosi (Tenorio & Afonso, 2013)
- Conasprella ximenes (Gray, 1839) (Ostpazifik: Mexiko bis Peru)